# 타스토아네스
타스투안(Tastuán) 또는 타스투아네스(Tastuanes): 신앙과 저항, 문화적 기억의 전통
타스투안 또는 타스투아네스는 멕시코에서 매년 7월 25일, 사도 **성 야고보(Santiago el Mayor)**를 기리는 종교적 축제로, 카스칸(Caxcan)어 taxtuani—“왕” 또는 “통치자”를 뜻하는 단어—에서 유래되었으며, 나우아틀어 tlatoani와 어원이 연결됩니다.

## 기원과 지역
이 축제는 현재 사카테카스(Zacatecas) 주의 아포솔(Apozol), 할파(Jalpa), 후치필라(Juchipila), 모야우아(Moyahua de Estrada) 등 여러 지역과 아과스칼리엔테스(Aguascalientes) 일부, 그리고 할리스코(Jalisco) 주의 토날라(Tonalá), **사포판(Zapopan)**에서도 열립니다.
그 기원은 **누뇨 벨트란 데 구스만(Nuño Beltrán de Guzmán)**이 북서부 지역을 정복하려 했던 스페인 정복 시대로 거슬러 올라갑니다. 당시 카스칸족은 격렬히 저항했고, 이는 **믹스톤 전쟁(Mixtón War)**으로 이어졌습니다. 1541년 9월 29일, **틀라코탄 전투(Battle of Tlacotán)**에서 카스칸족은 교회를 불태우고 종교 이미지를 훼손하며 기습 공격을 감행했습니다.
이에 스페인 병사들은 “¡Santiago con nosotros!”(“성 야고보여, 우리와 함께하소서!”)라고 외쳤고, 결국 원주민들을 물리쳤습니다. 생존자들은 흰 말을 탄 수염 난 남자가 검을 휘두르며 연기를 내뿜는 환영을 보았다고 전하며, 이는 성 야고보의 현현으로 해석되었습니다.

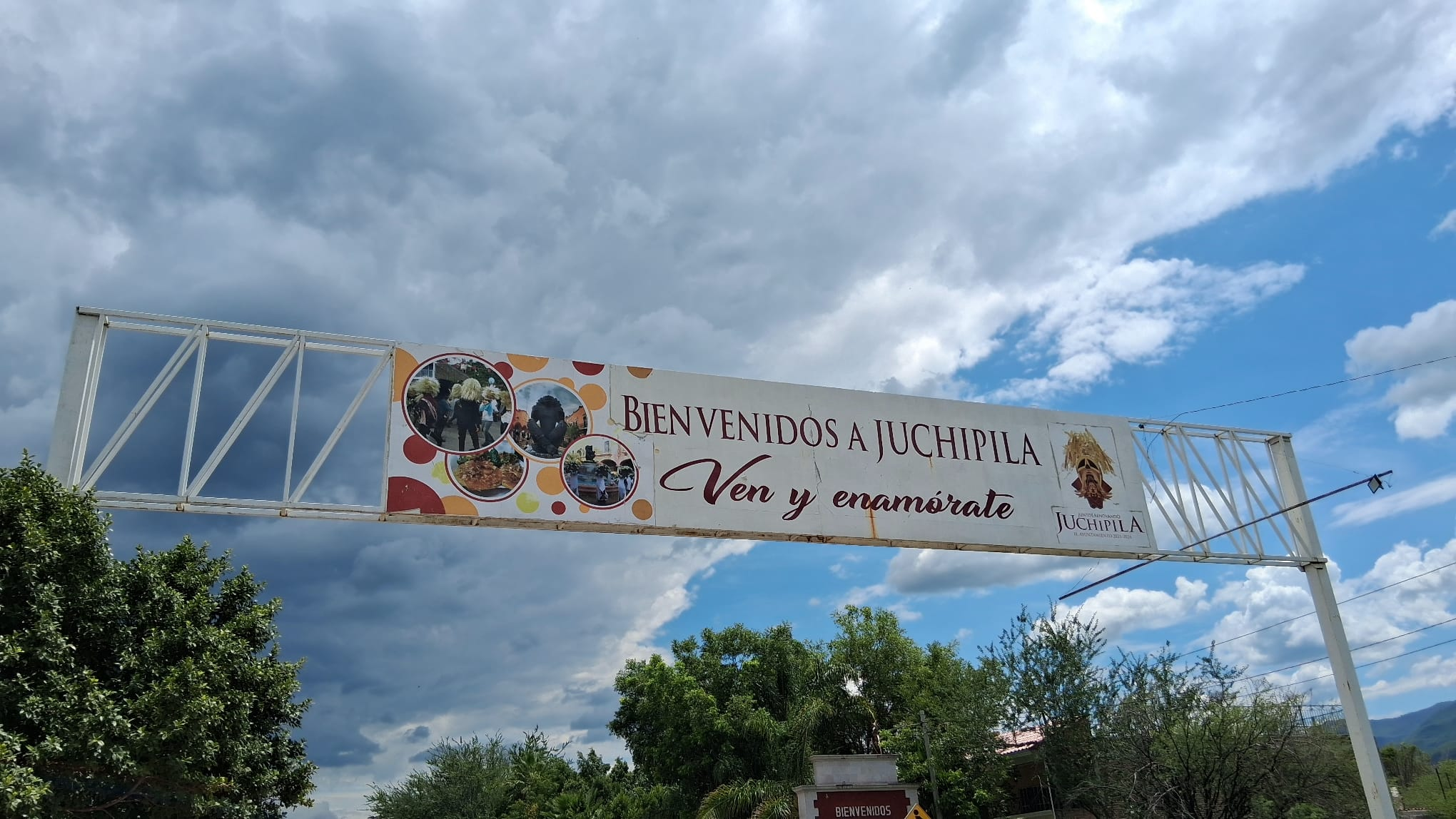
Juchipila, Zacatecas entrance

## 타스투아네스의 시사
타스투아네는 트루소라고 흔히 알려진 특별한 복장을 입는데, 그 구성은 다음과 같습니다.
- 해파리 모양의 몬테라는 "소톨"이라는 식물로 만든 뚜껑으로 만들어집니다. 몬테라의 겉면에는 무두질한 소꼬리 장식이 있습니다. 몬테라는 검은색과 노란색으로 나뉘며 크기도 다양하지만, 모양, 크기, 그리고 기타 특징들은 지역에 따라 다르다는 점에 유의해야 합니다.

- 겉에 수염이 있는 가면으로, 소 꼬리로 만들어졌습니다. 오늘날 대부분의 가면은 다양한 종류의 나무로 만들어지지만, 예전에는 메스키트 나무로 만들어졌습니다. 가면을 장식하기 위해 코 밑에 "모타스"(점)라고 불리는 특정 장식을 붙입니다. 이 장식은 실로 만들어지며 다양한 색깔이 있습니다. 또한, 전통이 행해지는 장소에 따라 장식의 종류가 달라집니다.

- 차로에서 사용하는 치바라스나 차파레라는 비와 낙하 등에 견딜 수 있도록 훨씬 두껍고 내구성이 뛰어나며, 주로 타스투안을 보호하는 데 사용됩니다.

섬네일| Jalpa Zacatecas 시의 Tastuanes
- 이들은 옷차림에 어울리는 부츠와 가장 눈에 띄는 색상의 재킷, 그리고 수건과 천을 착용해 보는 이에게 진정한 매력을 선사합니다.타스토아네스

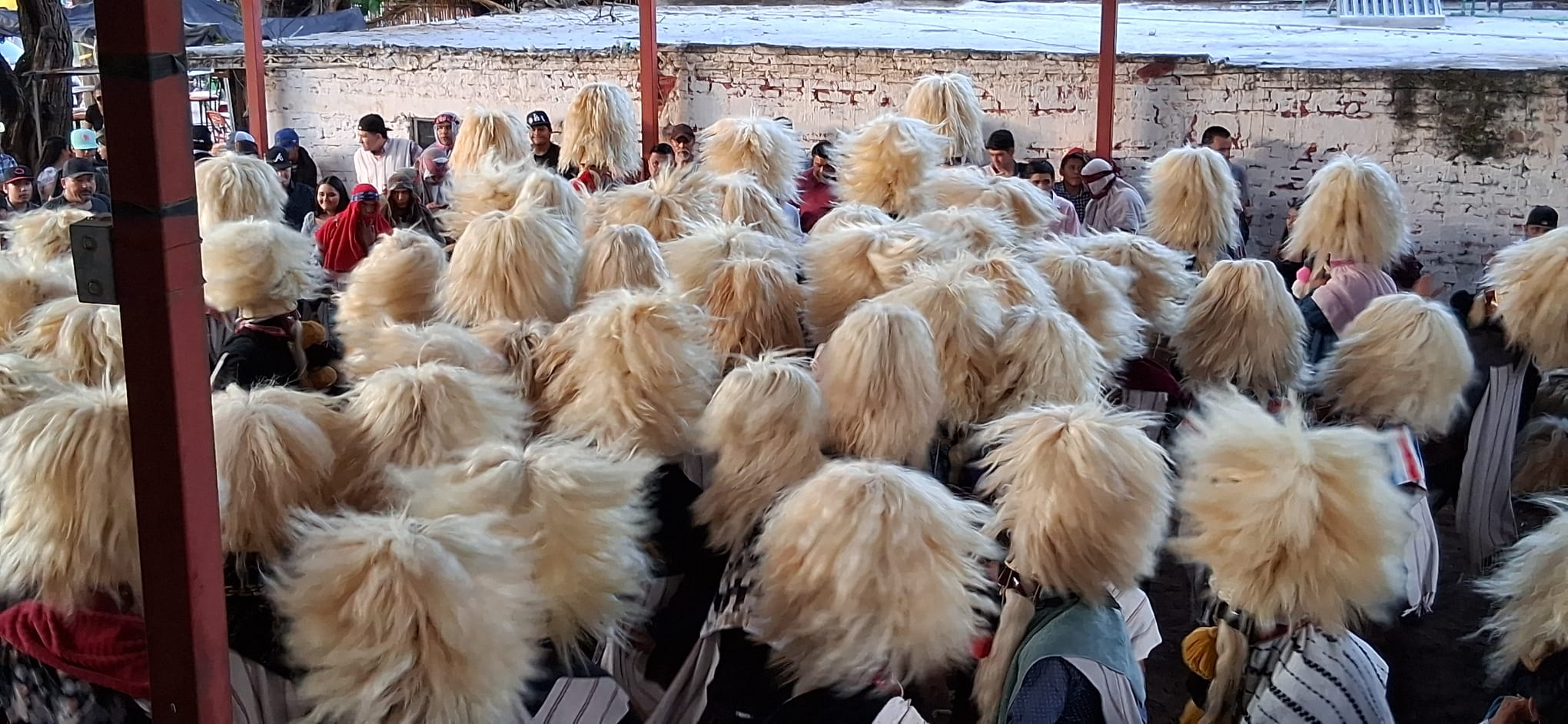
타스토아네스

### 축하
이 축제는 여러 단계로 진행됩니다. 축제는 개최되는 지자체나 마을에 따라 단계적으로 진행됩니다. 축제 활동은 주로 7월 25일 사카테카스의 아포솔(Apozol) 지자체에서 시작되며, 잘파(Jalpa), 후치필라(Juchipila), 모야우아(Moyahua)와 같은 다른 지자체에서도 진행됩니다. 사카테카스 수도권 에서 이 축제가 열리는 두 주요 지자체는 각기 다른 방식으로 진행됩니다. 어떤 지자체에서는 연극으로, 어떤 지자체에서는 역이나 게임으로 진행됩니다. 각 지자체마다 기간이나 참여 인원이 다르고, 세부적인 사항들이 달라 같은 수도권 내에서도 축제의 정확한 순서를 정하기 어렵습니다.
위의 내용을 다루기 위해, 앞서 언급한 내용을 성 야고보서와 함께 요약해 보겠습니다. 이 사실을 바탕으로 다소 요약된 주제를 도출해 볼 수 있습니다. 그 주제는 다음과 같습니다.
- 타스투아네스는 땅을 나눕니다
- 전투가 있습니다
- 세인트 제임스가 들어온다
- 세인트 제임스는 체포되어 재판을 받고 살해당했습니다.
- 성 야고보는 말을 타고 부활하여 타스토아네스족과 싸운다.
- 성 야고보의 승리

모든 경우에 변형이 있습니다. 이는 성인의 조각상의 대부에서 다음 해의 조직까지 다양합니다. (모든 참조는 인용문     에서 찾을 수 있으며, 이는 비디오이기는 하지만 관찰을 위한 것입니다).

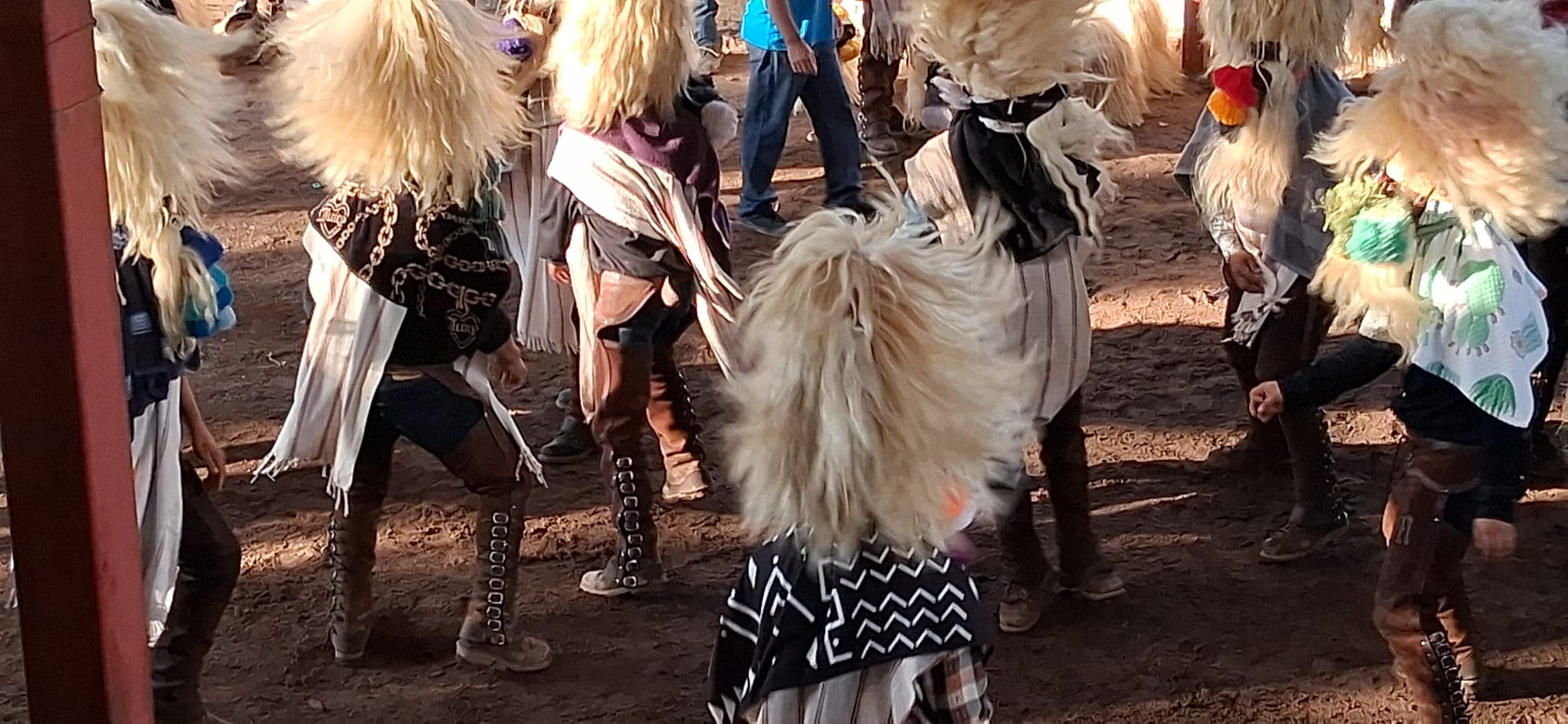
타스토아네스

Jocotán과 San Juan de Ocotán 마을에서 열리는 수레와 축제에 대한 자세한 내용은 http://www.jocotanysusfiestas.webpin.com에서 확인하세요.
- 멕시코의 문화
- 부록: 멕시코의 기념일
- 멕시코 민속 춤

## 참고문헌
https://www.nationalgeographic.com/travel/article/photos-tastuan-festival-dance-zacatecas-history-culture